# 塘子沟遗址
塘子沟遗址，位于中华人民共和国云南省保山市隆阳区永昌西南20公里蒲缥坝（蒲缥盆地）北端塘子沟村旁台地。旧石器时代文化遗址。

## 特点
塘子沟遗址占地1000多平方米，文化层厚20-90厘米。1986年12月25日至1987年1月9日，云南省博物馆、保山地区文管所、保山市博物馆开始发掘，出土大量打制石器、骨器以及各种动物化石，其中有老、中、青四个人体头骨、上下颔骨、牙齿等7件。因蒲缥地系蒲人所居住，也被命名为“蒲缥人”。
同时出土动物化石37种、1800多件（有螺、蚌、鱼、鸟、猴、鼠、虎、野猪、牛、貂、熊猫、犀牛、麂等动物骨骼化石残片）。出土骨制品化石124件（计有针、锥、铲、镞、角矛头、饰品等等），出土石制品400余件（计有手斧、手锤、刮削器、石砧、敲砸器等类）。北侧有省内较早的房屋建筑遗迹，内有五个柱洞，洞壁光滑结实。1987年12月21日，云南省人民政府认定塘子沟遗址为云南省级文物保护单位。
该遗址与附近的保山板桥龙王塘遗址、施甸姚关万仞岗遗址、施甸姚关火星山大岩房遗址、施甸姚关火星山大马圈岩房遗址、施甸姚关老虎洞洞穴遗址等发现距离相近，根据考古鉴定同属于旧石器时代晚期，并存在明显的亲缘关系，应该是古代濮人的先民。

## 图像

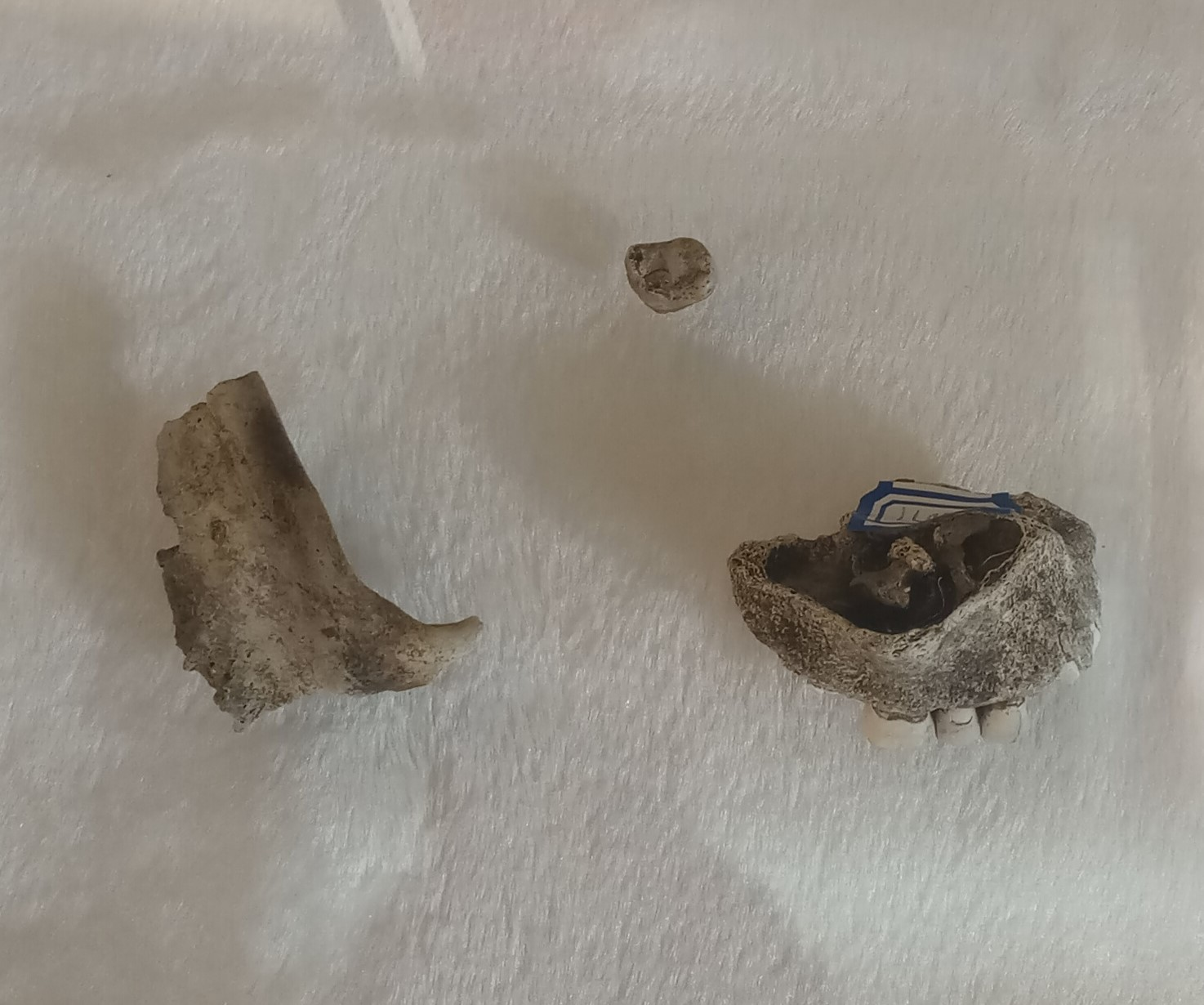
“蒲缥人”化石，旧石器时代晚期塘子沟遗址，现藏于保山市博物馆
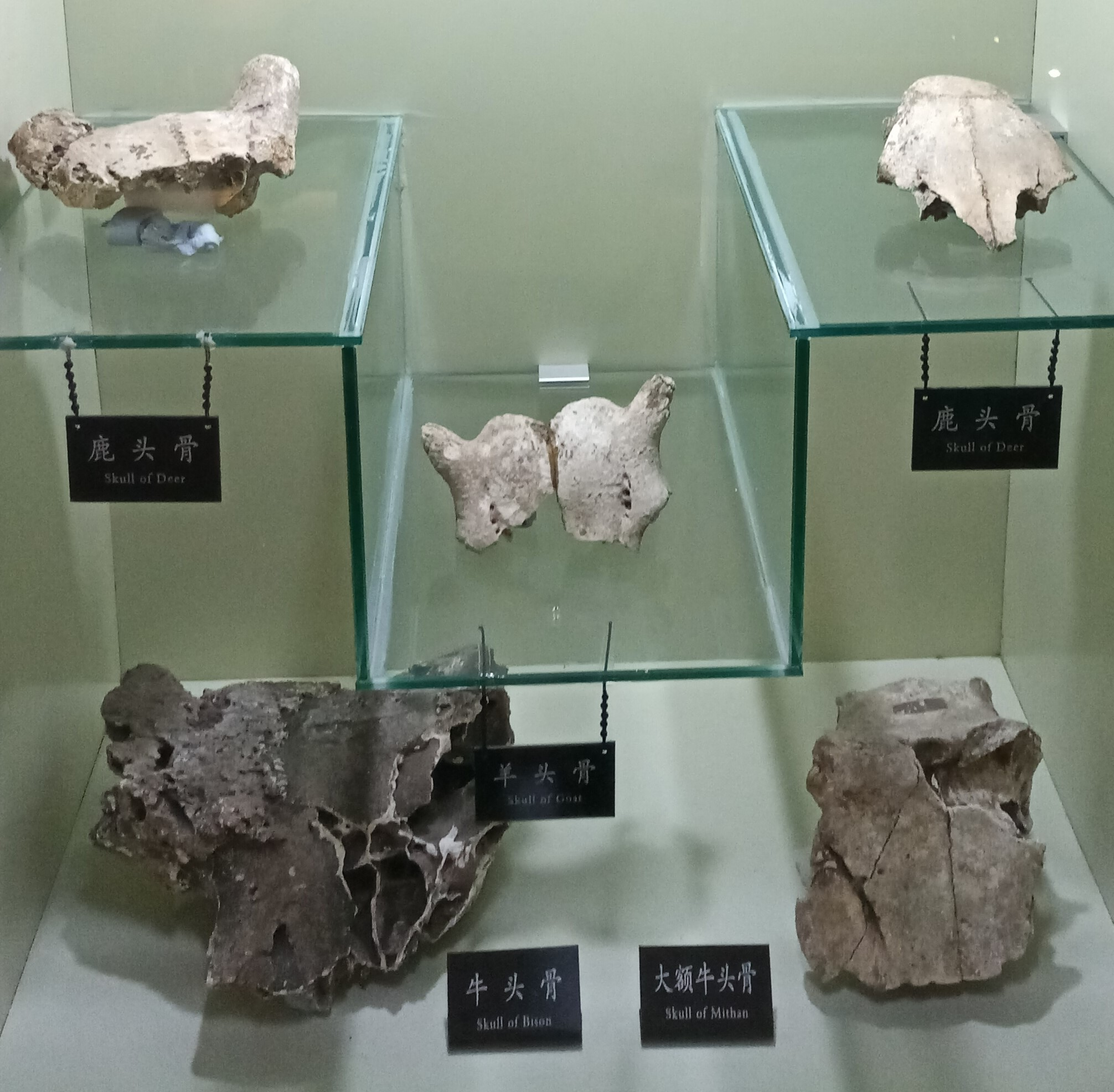
动物骨骼标本，旧石器时代晚期塘子沟遗址，现藏于保山市博物馆
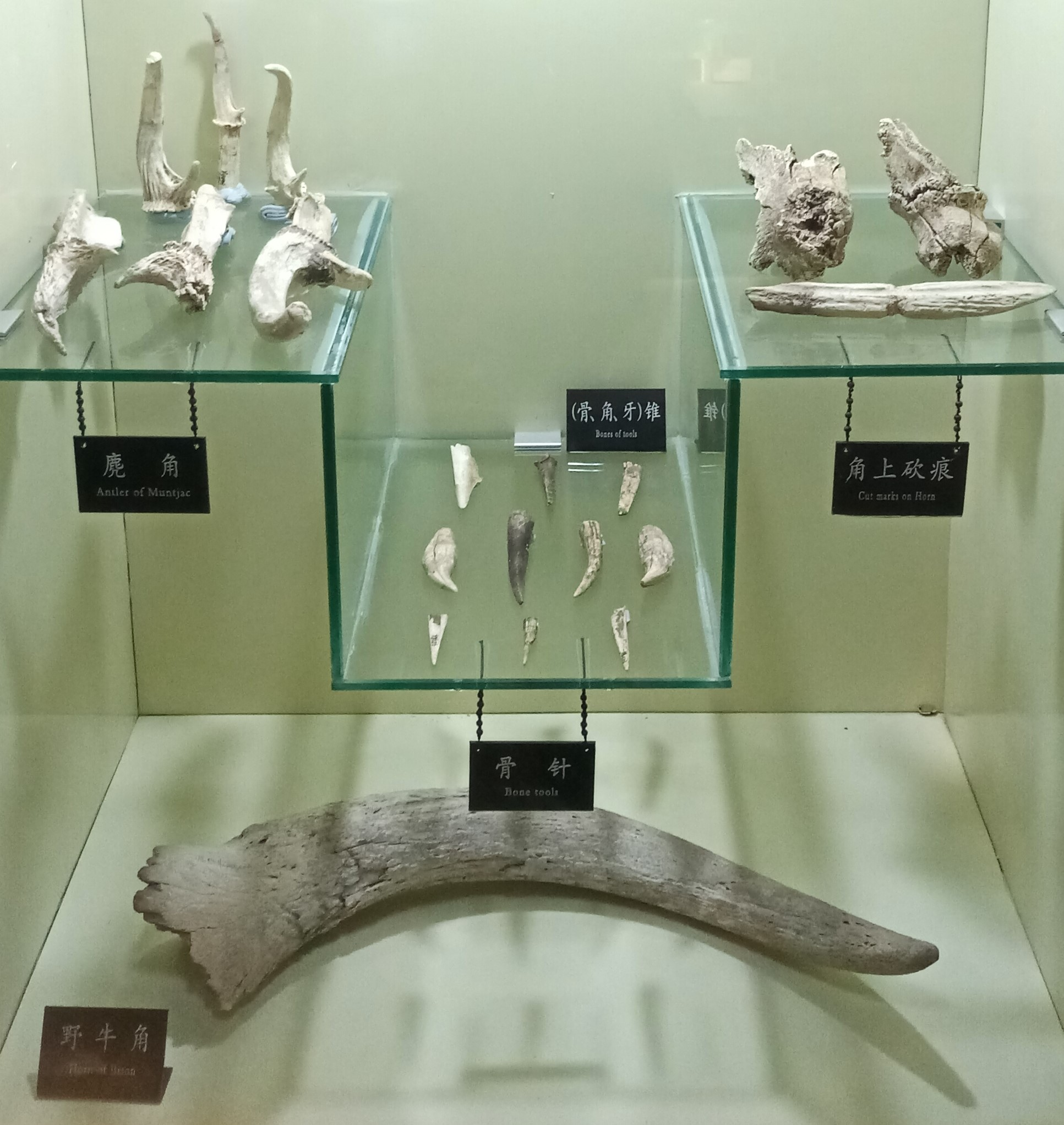
动物骨骼标本，旧石器时代晚期塘子沟遗址，现藏于保山市博物馆
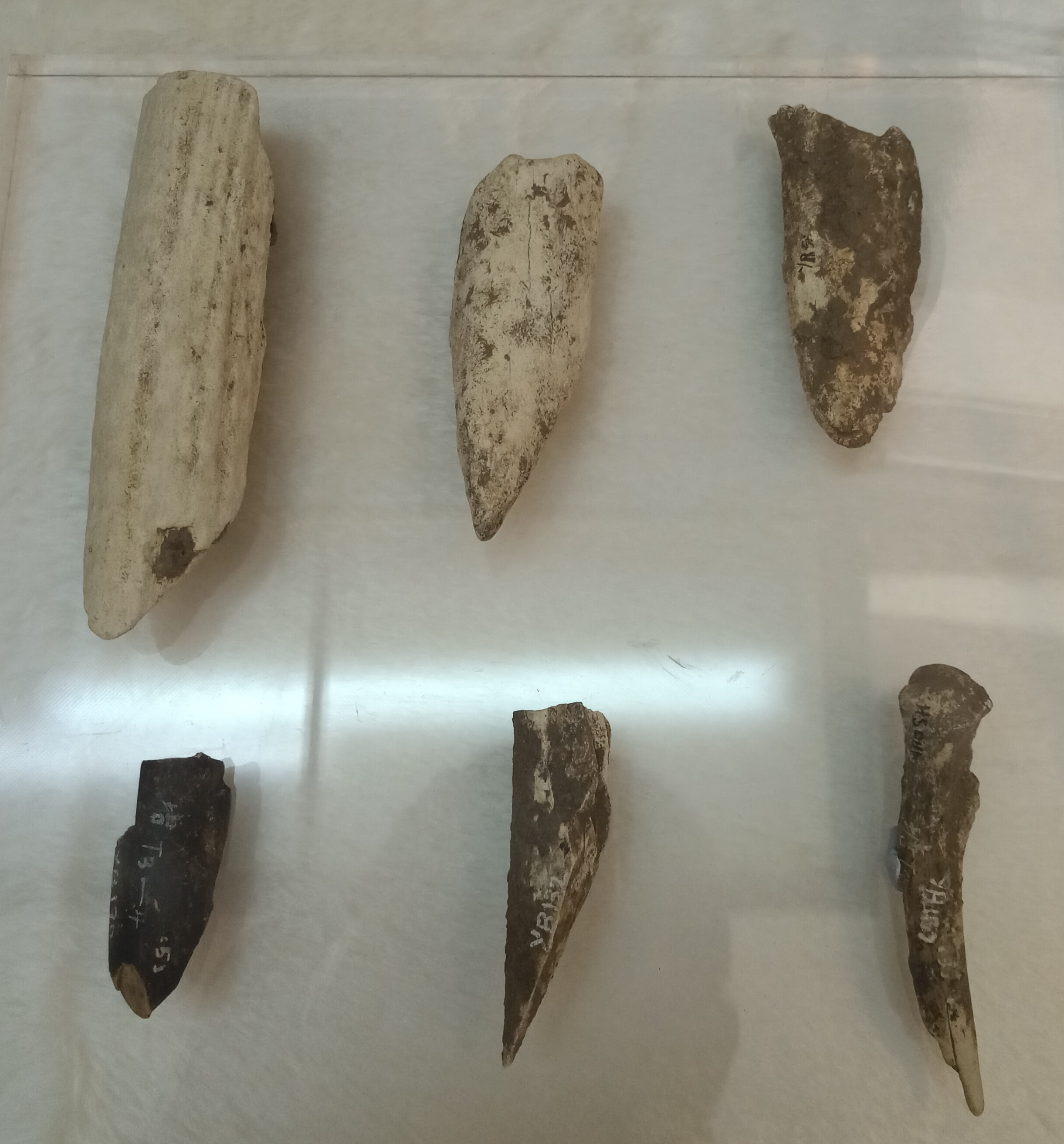
角锥，旧石器时代晚期塘子沟遗址，现藏于保山市博物馆
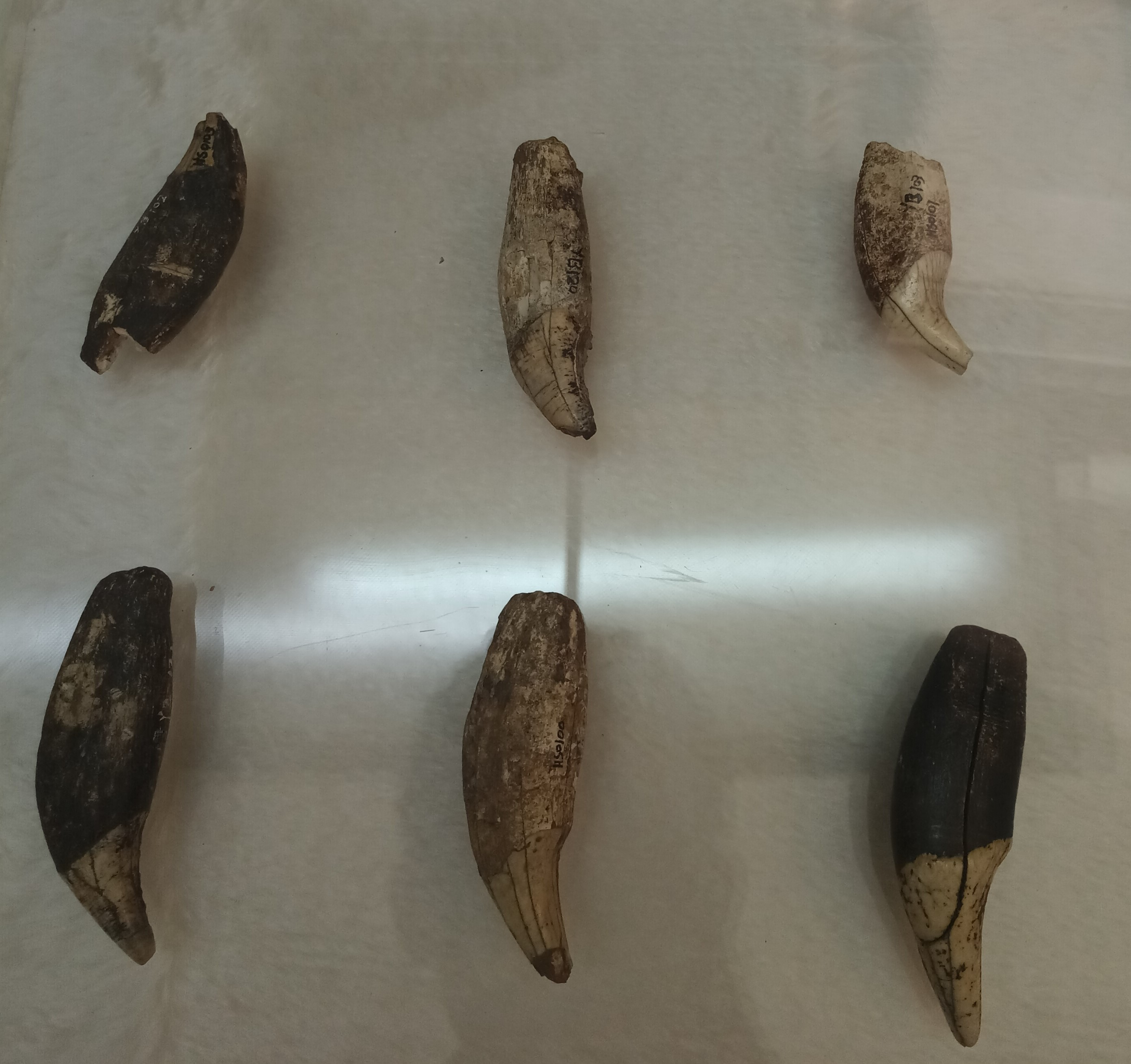
牙锥，旧石器时代晚期塘子沟遗址，现藏于保山市博物馆
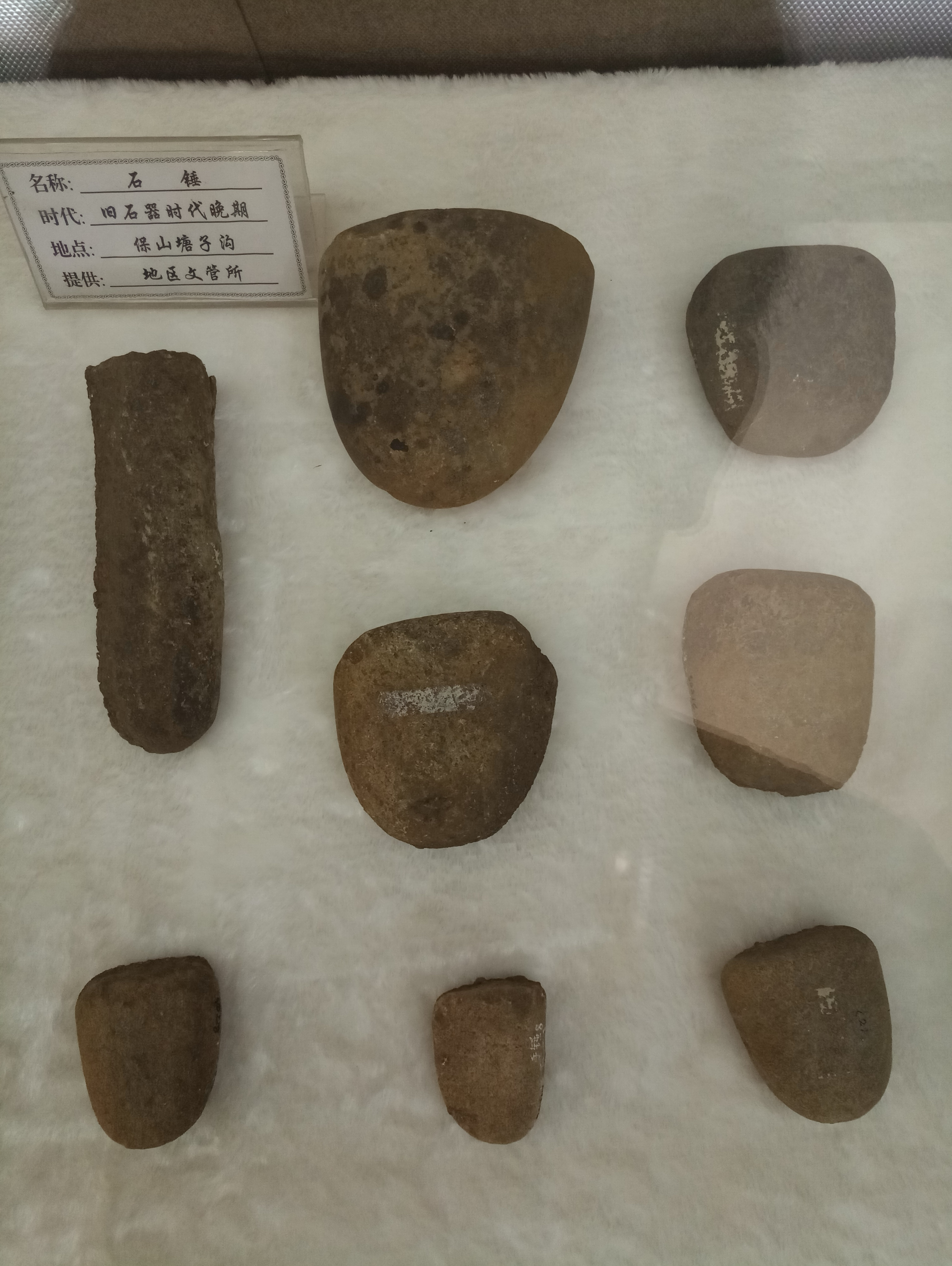
石锤，旧石器时代晚期塘子沟遗址，现藏于保山市博物馆
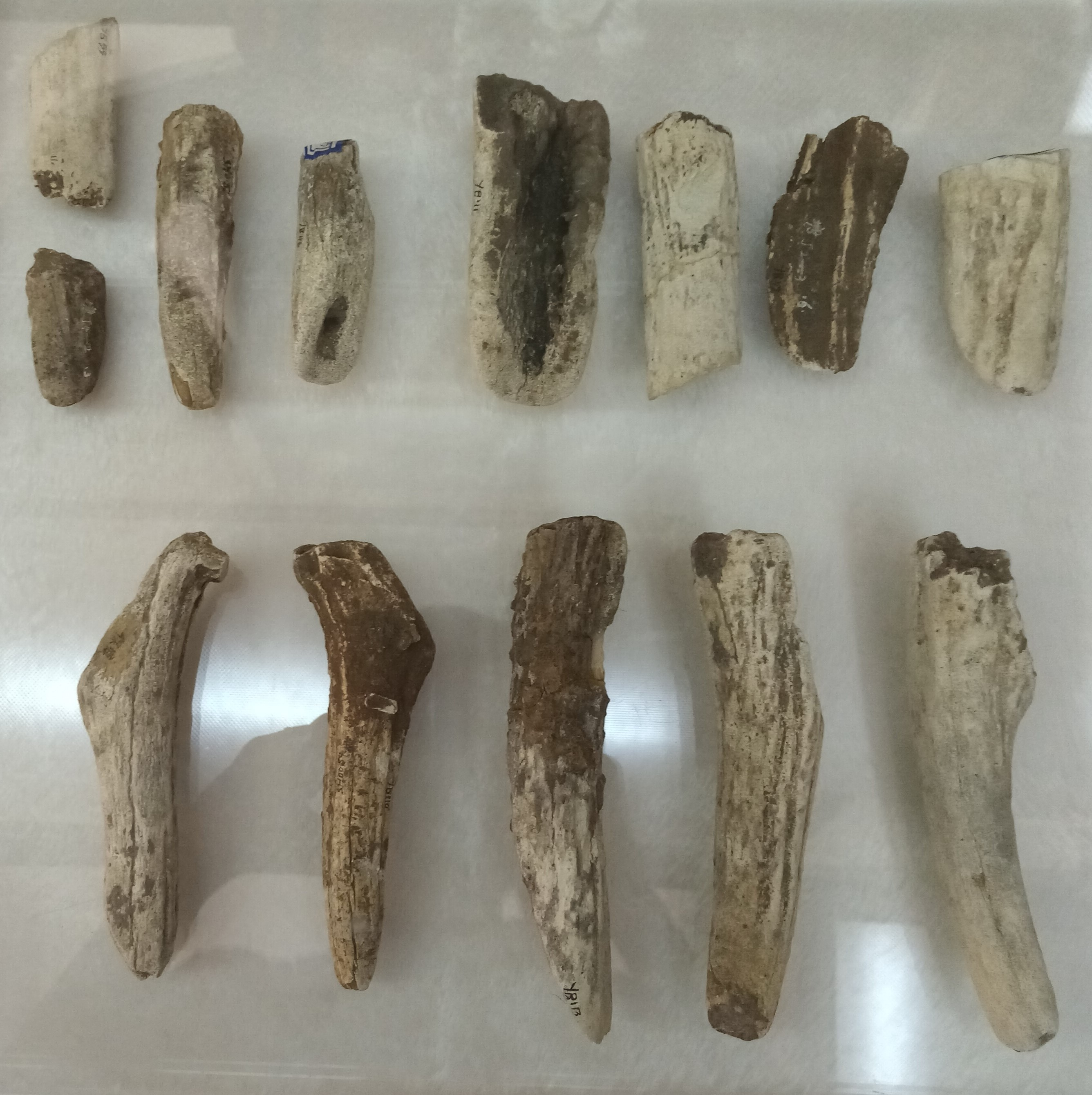
角铲，旧石器时代晚期塘子沟遗址，现藏于保山市博物馆
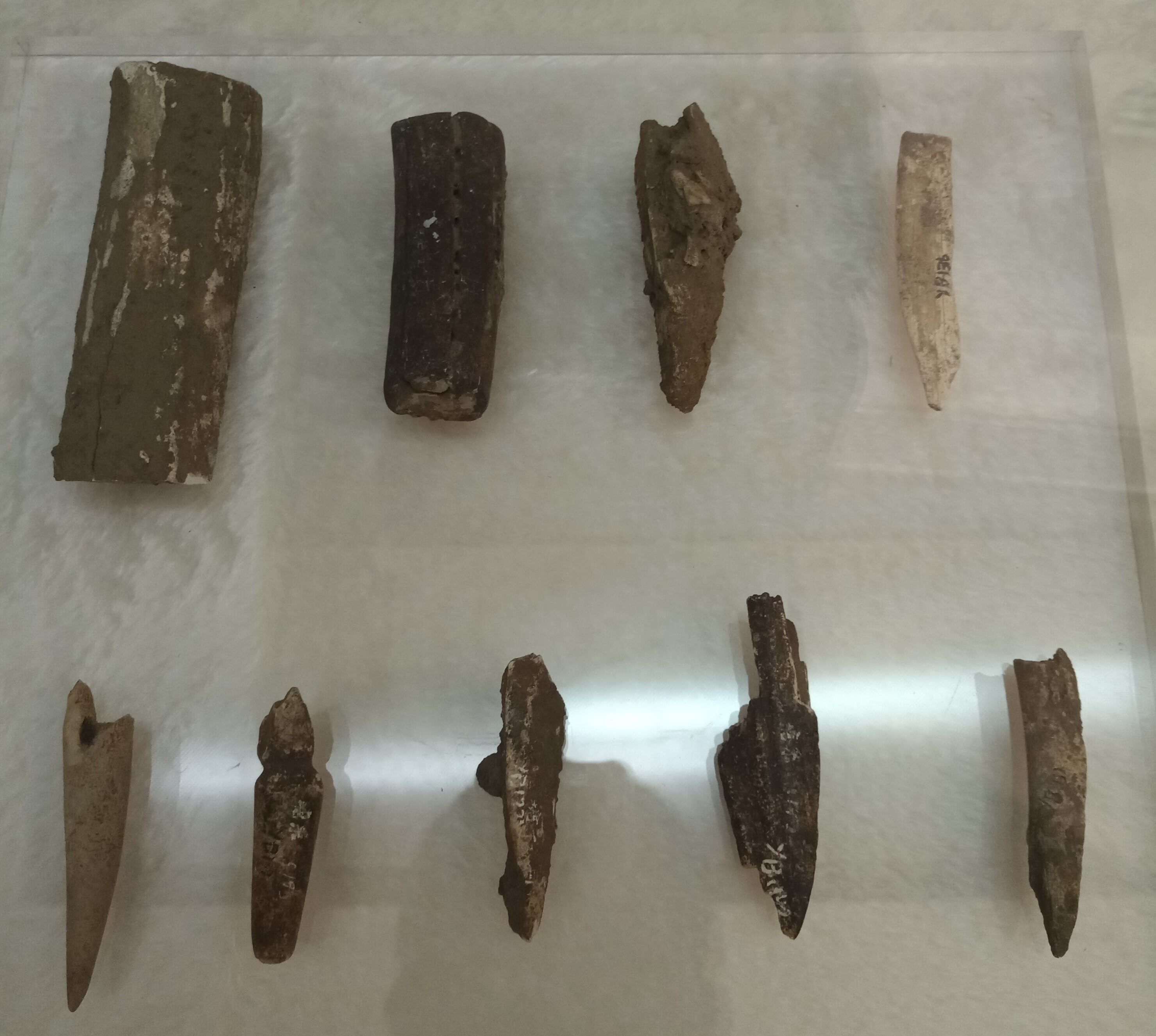
角矛、角棒，旧石器时代晚期塘子沟遗址，现藏于保山市博物馆
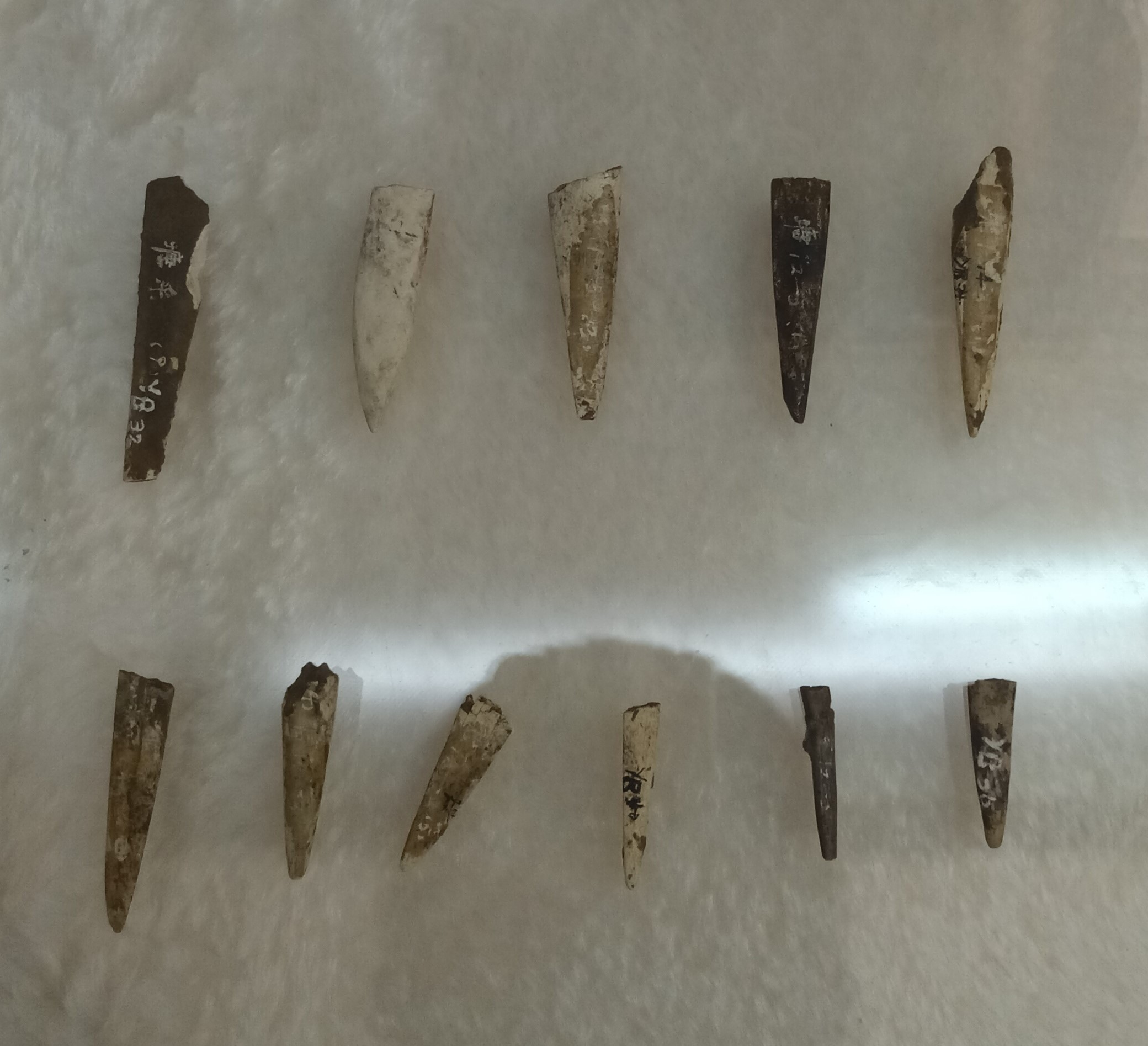
骨锥、骨针，旧石器时代晚期塘子沟遗址，现藏于保山市博物馆